# 中国科学院国家授時中心
中国科学院国家授時中心（ちゅうごくかがくいんこっかじゅじちゅうしん、簡体字：中国科学院国家授时中心）の前身は中国科学院陝西天文台である。陝西天文台は1966年に設立され、主に時刻校正の作業を担当しており、世界の時刻供給機関の一つである。陝西省西安市臨潼区の驪山に位置する。

## 時刻配信サービス

### NTP
ユーザーはNetwork Time Protocol（NTP）を介してntp.ntsc.ac.cnに接続し、国家授時中心のネットワーク時刻同期サービスシステム（試運用）を利用できる。

### 音声報時
ユーザーは音声報時専用の029-83895117にダイヤルすることにより、標準時を取得可能である。音声報時における時刻情報は、国家授時中心が保持する国家授時時間基準から直接供給されており、報時誤差は1秒を超過しない。当該サービスは通話料のみを支払い、情報サービス料は一切徴収されない。

## 蒲城授時台跡
国家授時中心は設立当初、陝西省渭南市蒲城県に位置し、その旧跡はすでに陝西省文物保護単位に指定されている。